# Phoenix Suns 1999-2000
La stagione 1999-2000 dei Phoenix Suns fu la 32ª nella NBA per la franchigia.
I Phoenix Suns arrivarono terzi nella Pacific Division della Western Conference con un record di 53-29. Nei play-off vinsero il primo turno con i San Antonio Spurs (3-1), perdendo poi la semifinale di conference con i Los Angeles Lakers (4-1).

## Roster
| N° | Naz.                   | Ruolo | Sportivo          | Anno | Alt. | Peso |
| -- | ---------------------- | ----- | ----------------- | ---- | ---- | ---- |
| 1  | Stati Uniti (bandiera) | GA    | Anfernee Hardaway | 1971 | 201  | 88   |
| 2  | Stati Uniti (bandiera) | G     | Randy Livingston  | 1975 | 193  | 95   |
| 3  | Stati Uniti (bandiera) | G     | Rex Chapman       | 1967 | 193  | 84   |
| 7  | Stati Uniti (bandiera) | G     | Kevin Johnson     | 1966 | 185  | 82   |
| 8  | Stati Uniti (bandiera) | C     | Oliver Miller     | 1970 | 206  | 127  |
| 11 | Stati Uniti (bandiera) | GA    | Todd Day          | 1970 | 198  | 85   |
| 12 | Stati Uniti (bandiera) | G     | Toby Bailey       | 1975 | 198  | 97   |
| 13 | Australia (bandiera)   | C     | Luc Longley       | 1969 | 218  | 120  |
| 24 | Stati Uniti (bandiera) | A     | Tom Gugliotta     | 1969 | 208  | 109  |
| 25 | Stati Uniti (bandiera) | A     | Don MacLean       | 1970 | 208  | 107  |
| 30 | Stati Uniti (bandiera) | AC    | Clifford Robinson | 1966 | 208  | 102  |
| 31 | Stati Uniti (bandiera) | A     | Shawn Marion      | 1978 | 201  | 100  |
| 32 | Stati Uniti (bandiera) | G     | Jason Kidd        | 1973 | 193  | 93   |
| 40 | Stati Uniti (bandiera) | C     | Corie Blount      | 1969 | 206  | 109  |
| 41 | Stati Uniti (bandiera) | AC    | Mark West         | 1960 | 208  | 104  |
| 43 | Stati Uniti (bandiera) | A     | Ben Davis         | 1972 | 206  | 109  |
| 54 | Stati Uniti (bandiera) | A     | Rodney Rogers     | 1971 | 201  | 107  |

## Staff tecnico
- Allenatori: Danny Ainge (13-7) (fino al 13 dicembre)[1], Scott Skiles (40-22)
- Vice-allenatori: Scott Skiles (fino al 13 dicembre), Roger Reid, Phil Weber, Frank Johnson, John MacLeod (dal 18 dicembre)
- Preparatore atletico: Joe Proski
- Assistente preparatore: Aaron Nelson
- Preparatore fisico: Robin Pound